# Hypephyra sterrhoticha
Hypephyra sterrhoticha là một loài bướm đêm trong họ Geometridae.